# ليو واتس
ليو واتس (بالإنجليزية: Lew Watts)‏ هو لاعب كرة قاعدة أمريكي، ولد في 7 مارس 1922، وتوفي في 25 يونيو 2003.